# Oreoscaptor
Oreoscaptor mizura (японський гірський кріт) — вид кротів Старого Світу з родини Talpidae. Є ендеміком Японії. Це єдиний представник монотипного роду Oreoscaptor. Його природне середовище існування — це ліси помірного поясу та луки помірного поясу.

## Таксономія
Хоча японський гірський кріт раніше був класифікований як рід Euroscaptor, дослідження, опубліковане Американським товариством мамологів, показало, що вони насправді не належать до роду через ранню еволюційну відмінність від інших видів Euroscaptor. У 2016 році вид було перекласифіковано в новий рід Oreoscaptor.
Морфологія
Таксономічне положення виду було переоцінено в 2016 році на основі його зовнішньої та скелетної морфології. Було виявлено, що на морді цього виду є унікальна борозенка на черевній стороні, яка відокремлює його від решти кротів родини.